# Castlevania: Harmony of Despair
Castlevania: Harmony of Despair é um jogo de plataforma da série Castlevania, desenvolvido e publicado pela Konami, lançado para o Xbox 360 em 2010 e PlayStation 3 em 2011.[carece de fontes?]
Em 14 de março de 2019, Castlevania: Harmony of Despair foi adicionado à lista de jogos retrocompatíveis do Xbox One, marcando a primeira vez que o título esteve em outra plataforma em quase uma década.

## Desenvolvimento
A existência de Castlevania: Harmony of Despair foi revelada inicialmente em 27 de maio de 2010 através de sua classificação OFLCA, posteriormente sendo anunciado de para o Xbox Live Summer of Gaming 2010. Ainda neste ano, o jogo foi revelado como um demo disponível no booth da Konami na E3 2010.

### Lançamento
O jogo foi lançado mundialmente em 4 de agosto de 2010 para o Xbox 360 através da Xbox Live Arcade, e em 27 de setembro de 2011 para o PlayStation 3 através da PlayStation Network.[carece de fontes?] Em 14 de março de 2019, foi adicionado à lista de jogos retrocompatíveis do Xbox One.

## Recepção
Harmony of Despair foi recebido com críticas mistas. A GameSpot o avaliou com 7.5/10, elogiando o modo multijogador como "a melhor maneira de experienciar esse novo Castlevania, e a melhor maneira de experienciar o que pode ser um potencial novo rumo para a série". A GameTrailers comentou sobre a exploração do mapa em comparação com jogos antecessores, afirmando que "a emoção da exploração sumiu, e em seu lugar há um impulso compulsivo de adquirir items. Estranhamente, funciona, e pode até ser divertido com alguns amigos."
A Resolution Magazine afirmou estar desapontada com sua "jogabilidade complicada" e por ter apenas seis fases diferentes, avaliando com nota 6/10. Destructoid também avaliou com 6/10, afirmando que "parece ser um Castlevania Lite, uma versão diminuída de algum jogo real da série, sem nenhuma profundidade ou inteligência de design". A Eurogamer avaliou com 4/10, criticando o modo multijogador, mencionando que ele "rebaixa Castlevania para o menor denominador comum, de maneira a fazer o modo multijogador funcionar, ao invés de reinventar o jogo para fazer este modo brilhar".
Tim Turi, da Game Informer, criticou a "falta de progressão e variedade de armas" no jogo, mas apreciou sua ambição e o modo multijogador.